# Pseuderanthemum sorongense
Pseuderanthemum sorongense är en akantusväxtart som beskrevs av Cornelis Eliza Bertus Bremekamp. Pseuderanthemum sorongense ingår i släktet Pseuderanthemum och familjen akantusväxter. Inga underarter finns listade i Catalogue of Life.